# لاولورن دالز
لاولورن دالز (به انگلیسی: Lovelorn Dolls) گروهٔ موسیقی گوتیک راک/متال می‌باشد که توسط گیتارزن گروه برنارد دوبغس و خوانندهٔ گروه کریستل لوواخی به‌وجود آمده است. موسیقی لاولورن دالز از ریف‌های شدید گیتار، ملودی‌های گیرا و بلند، سکانس‌های سینث‌ و صدای آفتاب‌پرستانه و زنانهٔ کریستل ساخته شده است.